# Dubiaranea amoena
Dubiaranea amoena là một loài nhện trong họ Linyphiidae. Loài này được phát hiện ở Peru.